# Gloriana Pellissier
Gloriana Pellissier (Aosta, 12 agosto 1976) è una scialpinista e fondista di corsa in montagna italiana.

## Biografia

### Carriera
Nata a Aosta ma residente nel comune di Arvier, Gloriana Pellissier ha intrapreso ufficialmente l'attività agonistica nel 1995.

## Palmarès

### Sci alpinismo
- 1996
  - 1º, Tour du Rutor (insieme a Persida Favre)
- 1997
  - 1º, Tour du Rutor (insieme a Persida Favre)
- 1998:
  - 1º, Dolomiti Cup single[1]
  - 1º, Lagorai – Cima d'Asta – Memorial "Egidio Battisti – Lino Vesco[2]
  - 2º, Trofeo Kima[3]
- 1999
  - 1º, Tour du Rutor (insieme a Corinne Favre)
  - 3º, Trofeo Kima[3]
- 2000
  - 1º, French national ranking[4]
  - 1º, Trofeo Kima[3]
  - 1º, Tour du Rutor (insieme a Arianna Follis)
- 2001:
  - 1º, Trophée des Gastlosen (European Cup, insieme a Aléxia Zuberer)[5]
  - 1º, Italian Cup[6]
- 2002:
  - 1º, Italian Cup[6]
  - 1º, Dolomiti Cup team (insieme ad Aléxia Zuberer)[1]
  - 1º, Lagorai – Cima d'Asta – Memorial "Egidio Battisti – Lino Vesco[2]
  - 1º, Transacavallo (insieme ad Alexia Zubérer)[7]
  - 1º, Campionato del Mondo single race
  - 2º, Trofeo Kima[3]
  - 2º, Trophée des Gastlosen (insieme ad Aléxia Zuberer)[8]
  - 3º, Campionato del Mondo combination ranking
  - 4º, Campionato del Mondo a squadre (insieme a Chiara Raso)
- 2004
  - 1º, Tour du Rutor (insieme a Christiane Nex)
  - 2º, Campionato del Mondo single race
  - 3º, Campionato del Mondo vertical race
  - 3º, Campionato del Mondo relay race (insieme a Annamaria Baudena e Christiane Nex)
- 2005:
  - 2º, Campionato europeo single race
  - 2º, Campionato europeo vertical race
  - 2º, Campionato europeo relay race (insieme a Francesca Martinelli e Christiane Nex)
  - 6º, Campionato europeo team race (insieme a Christiane Nex)
- 2006
  - 1º, World Championship relay race (insieme a Francesca Martinelli, Chiara Raso e Roberta Pedranzini)
  - 1º, Dolomiti Cup single[1]
  - 1º, Tour du Rutor (insieme a Gabrielle Magnenat)
  - 4º, Campionato del Mondo vertical race
- 2007
  - 1º, Campionato europeo relay race (insieme a Francesca Martinelli e Roberta Pedranzini)
  - 1º, Tour du Rutor (insieme a Laëtitia Roux)
  - 3º, Campionato europeo single race
  - 3º, Campionato europeo vertical race
- 2008:
  - 2º, World Championship relay race (insieme a Roberta Pedranzini, Francesca Martinelli e Elisa Fleischmann)
  - 5º, Campionato del Mondo single race
  - 5º, Campionato del Mondo single
  - 10º, Campionato del Mondo vertical race
- 2009:
  - 1º, European Championship relay race (insieme a Roberta Pedranzini e Francesca Martinelli)
  - 8º, Campionato europeo single race
  - 8º, Campionato europeo vertical race
- 2011
  - 1º, Tour du Rutor (insieme a Mireia Miró Varela)
- 2012:
  - 3º, Campionato europeo relay, insoeme a Elena Nicolini e Martina Valmassoi
  - 6º, Campionato europeo vertical race

#### Trofeo Mezzalama
- 1999: 5º, insieme a Danielle Hacquard e Véronique Lathuraz
- 2001: 3º, insieme ad Arianna Follis e Aléxia Zuberer
- 2005: 3º, insieme a Christiane Nex e Natascia Leonardi Cortesi
- 2007: 3º, insieme a Francesca Martinelli e Roberta Pedranzini
- 2011: 3º, insieme a Francesca Martinelli e Roberta Pedranzini

#### Pierra Menta
- 1998: 4º, insieme a Corinne Roux Mollard
- 1999: 2º, insieme a Corinne Favre
- 2000: 1º, insieme ad Aléxia Zuberer
- 2001: 1º, insieme ad Aléxia Zuberer
- 2009: 4º, insieme a Corinne Clos

### Skyrunning / corsa in montagna
- 7 edizioni della Becca di Nona skyrace: 2002 - 2004 - 2006 - 2007 - 2008 - 2009 - 2012
- 7 edizioni della Mezzalama Skyrace: 2000 - 2001 - 2002 - 2004 - 2006 - 2007 - 2008
- 4 edizioni della Sentiero 4 Luglio SkyMarathon: 1999, 2000, 2006 e 2008